# Hjörleifur kvennsami Hjörsson
Hjörleifur kvennsami Hjörsson (nórdico antiguo: Hjǫleifr n. 756), apodado «el amoroso» o «el fornicador», fue un caudillo vikingo, rey de Rogaland, Noruega. Hijo y heredero del rey Hjör de Rogaland. Su apodo se debía a un insaciable apetito sexual y debido a ello perdía rápidamente el interés por sus reinas, según la saga de Olaf:
«un monarca que no merecía su título como rey»
Llegó hasta el extremo que su cuarta esposa Haelga no duró más de «tres lunas como reina» antes de morir.
Su figura histórica se menciona en la saga de Njal como uno de los antepasados del caudillo islandés Flosi Þórðarson. En la misma saga también se le menciona como rey de Hordaland. También se menciona brevemente en la Saga de los Fóstbrœðra.

## Herencia
Dos de sus hijos aparecen en las crónicas contemporáneas: Ótryggur Hjörleifsson (n. 780), nacido de su relación con Æsa Eysteinsdóttir (n. 760) y Hálfur Hjörleifsson de una relación desconocida.